# 裴璆
裴璆，渤海国官员、诗人，裴氏，裴颋之子。
大諲譔在位时，裴璆嗣父职，官至文籍院少监，继为政堂省信部少卿，改任为和部少卿。后梁开平元年（日本延喜七年、907年）冬，奉命出使日本，任大使。至伯耆登陆，次年四月，入平安京。醍醐天皇深加优礼，授以从三位。携醍醐天皇国书及太政官牒文归国。贞明五年（日本延喜十九年、919年）冬，以信部少卿再出使日本，同行百余人。十一月，在若狭登陆。翌年五月，入京，上国书及信物，醍醐天皇授以正三位，贞明六年六月，回国。后唐同光三年（925年）二月，以守和部少卿朝觐后唐，贡方物。五月，唐庄宗授以右赞善大夫。天成元年（926年），渤海国为契丹所灭，改为东丹国，他依然出任东丹，为英绪大夫。东丹甘露四年（后唐天成四年、日本延長七年、929年）冬，奉东丹王耶律倍之命，出使日本，任大使，同行九十三人。十二月，船至竹野大津滨登陆。次年，因渤海已亡，不得修聘而还。